# Franziska Fischer (Journalistin)
Franziska Fischer (* 2. August 1968 in Göttingen) ist eine deutsche Journalistin, frühere Reporterin, Redakteurin und Moderatorin. 

## Werdegang
Franziska Fischer studierte in Frankfurt am Main und Berlin Theaterwissenschaften und Publizistik und absolvierte mehrere Praktika bei Zeitungsredaktionen und Fernsehsendern. Beim SFB (dem heutigen rbb) begann sie als Reporterin für den Radiosender 88,8 und die Berliner Abendschau. Anschließend wechselte sie in die Nachrichtenredaktion der Deutschen Welle (DW). 2002 ging sie als Korrespondentin nach Brüssel in das Europa-Studio der Deutschen Welle, wo sie über die Erweiterung der EU berichtete und das Magazin Europa Aktuell moderierte.
2009 wechselte Fischer zum ZDF, als Redakteurin, Reporterin und Moderatorin für die ZDF-heute-Nachrichten, heute mittag und gelegentlich auch für heute – in Deutschland.
Ab 2017 war sie als Pressesprecherin für den Deutschen Kinderschutzbund DKSB und anschließend bis Ende 2021 für den ökologischen Verkehrsclub VCD im Einsatz. Heute lebt und arbeitet sie in Berlin, als Medientrainerin, Lehrbeauftragte für Journalismus an der Hochschule Magdeburg Stendal und Autorin.    

## Bücher
- Mrs. Peel, wir werden gebraucht!. Mit Schirm, Charme und Melone; das Buch zur Serie. Bertz Verlag, Berlin 1996, ISBN 3-929470-06-3.